# Ferz
|    | |    |    |    |    |    |    |
|    | \| \| \| \| \| \| \| \| \| \| \| \| \| \| \| \| \| \| \| \| \| \| \| \| \| \| \| \| \| \| \| \| \| \| \| \| \| \| \| \| \| \| \| \| \| \| \| \| \| \| \| \| \| \| \| \| \| \| \| \| \| \| \| \| \| \| \| \| \| \| \| \| |    |    |    |    |    |    |
|    | |    |    |    |    |    |    |
| a8 | b8 | c8 | d8 | e8 | f8 | g8 | h8 |
| a7 | b7 | c7 | d7 | e7 | f7 | g7 | h7 |
| a6 | b6 | c6 | d6 | e6 | f6 | g6 | h6 |
| a5 | b5 | c5 | d5 | e5 | f5 | g5 | h5 |
| a4 | b4 | c4 | d4 | e4 | f4 | g4 | h4 |
| a3 | b3 | c3 | d3 | e3 | f3 | g3 | h3 |
| a2 | b2 | c2 | d2 | e2 | f2 | g2 | h2 |
| a1 | b1 | c1 | d1 | e1 | f1 | g1 | h1 |

| a8 | b8 | c8 | d8 | e8 | f8 | g8 | h8 |
| a7 | b7 | c7 | d7 | e7 | f7 | g7 | h7 |
| a6 | b6 | c6 | d6 | e6 | f6 | g6 | h6 |
| a5 | b5 | c5 | d5 | e5 | f5 | g5 | h5 |
| a4 | b4 | c4 | d4 | e4 | f4 | g4 | h4 |
| a3 | b3 | c3 | d3 | e3 | f3 | g3 | h3 |
| a2 | b2 | c2 | d2 | e2 | f2 | g2 | h2 |
| a1 | b1 | c1 | d1 | e1 | f1 | g1 | h1 |

El alferza, firz o firzan es una pieza de ajedrez utilizada en Shatranj, predecesora del juego de ajedrez que se mueve en una casa en dirección diagonal y captura el lugar ocupado por la pieza contraria. Debido a la característica de su movimiento, así como al alfil y al elefante, tiene la deficiencia de la debilidad del color, dónde su movimiento se limita al color de la casa desde la que comienza. La pieza fue reemplazada por la dama alrededor del siglo XII en Europa.
El firz fue el predecesor de dama en Shatranj de origen árabe, siendo denominado con el significado de consejero. En el siglo X, el ajedrez llegó a Europa traído por los árabes y en el poema Versus de Scachis (c.997) se hace la primera mención de la dama, descrita en latín como regina (reina), con un movimiento idéntico al de Firz. El Libro de los juegos (1283) contiene una descripción detallada de firz, que en España se transcribió a alfferza. Esta pieza proviene del árabe al-firzan, que significa visir, la alfferza se conceptualiza como un abanderado (alfferz). Sin embargo, la figura fue transferida a la forma femenina, lo que causó confusión sobre el género de la pieza representada de manera abstracta en los conjuntos árabes de la época.
Al comienzo de una partida, cada jugador tiene un firz dispuesto en d1 para las blancas y d8 para las negras. Su movimiento es oblicuo, moviéndose un cuadrado en diagonal, tomando el lugar de la pieza opuesta en el tablero.